# OH!!ミスター
『OH!!ミスター』（オー!!ミスター）は、福地泡介による日本の4コマ漫画作品。読売新聞朝刊に連載された。
1979年（昭和54年）1月1日から連載を開始したが、同年12月31日をもって連載を終了した。福地得意のサラリーマン4コマであった。

## 登場人物
主人公
「ミスター」を名乗る。サラリーマン。記念撮影を願う人からカメラを渡され、「シャッターを押してくれませんか」と頼まれ、真顔で商店街のシャッターを揺さぶったこともある。
主人公の妻
専業主婦。主人公は彼女に対して、やや恐妻気味である。
主人公の息子
作中の描写から小学生の中学年と思われる。ドライな性格。

## 備考
- 『東京パンチ』（富永一朗作。1978年1月1日 - 12月31日）に続く、読売新聞の朝刊に載った4コマ漫画作品である。当初は『東京パンチ』同様「都内版」のみの掲載だったが、8月1日以降は社会面に移動。全国の読売新聞で掲載された。
- 一時期ながら早大三羽烏が三大紙に顔を揃え、しのぎを削っていたことになる（園山俊二・朝日新聞『ペエスケ』、東海林さだお・毎日新聞『アサッテ君』、福地泡介・読売新聞『OH!!ミスター』）。
- 特に最終回らしきエピソードは描かれず、最終回の最後のコマに「みなさんもよいお年を」と書かれていただけであった。
- 福地はその後、日本経済新聞夕刊に『ドーモ君』を1985年（昭和60年）から1995年（平成7年）まで執筆していた。